# 棟多郡
棟多郡是越南首都河内市下辖的一个郡。面积9.96平方公里，人口420900人。人口主要是京族。

## 地理
栋多郡多平原，有许多湖泊池塘，不过随着城市的发展许多池塘被填平。

## 历史
1954年11月4日，河内市区划分为第一、二、三、四郡，栋多郡区域隶属第四郡管辖。
1958年，市区4郡重划为12区庯，栋多郡区域分为文庙区庯和坞𢄂椰区庯。
1959年，文庙区庯和坞𢄂椰区庯合并为栋多区庯。
1961年5月31日，河内市区重划为4区庯，栋多区庯，巴亭区庯第二块、第三块、第四块、第五块，第六块、第七块、第八块、第九块、第十块、第十一块、第十二块、第十四块、第十五块、第十六块、第十七块、第十八块、第十九块、第二十块、第二十二块、第二十三块、第二十四块、第二十五块，白梅区庯白梅医院区，中央工农文化补习学校和甲八仓库区，上亭工业区，芳莲社、姜中村、姜上村、泰河村、盛珖村、盛豪村、黄梂村和廊下村厨区域组成新的栋多区庯。
1973年8月9日，青池县安朗社划归栋多区庯管辖。
1974年8月31日，河内市调整市区行政区划，各区庯下辖小区域分设为小区，栋多区庯下辖48小区。
1981年1月3日，越南调整行政区划通名。栋多区庯更名为栋多郡。
1982年10月13日，以青池县大金社金江村和栋多郡上亭坊苏沥江区域析置金江坊，以慈廉县忠文社冯珖村、青池县新潮社潮曲村、仁政社巨政村析置青春北坊。
1996年11月22日，以上亭坊、青春北坊、青春坊、金江坊、芳烈坊5坊及阮廌坊、姜上坊2坊部分区域和慈廉县1社、青池县1社析置青春郡；阮廌坊更名为我四所坊。
2024年11月14日，越南国会常务委员会通过决议，自2025年1月1日起，中奉坊并入钦天坊，国子监坊和文庙坊合并为文庙-国子监坊，我四所坊部分区域并入姜上坊，我四所坊剩余区域并入盛珖坊，中寺坊部分区域和芳莲坊合并为芳莲-中寺坊，中寺坊剩余区域并入金莲坊。

## 行政區劃
棟多郡下轄17坊，郡人民委员会位于行钵坊。
- 吉靈坊（Phường Cát Linh）
- 行鉢坊（Phường Hàng Bột）
- 金蓮坊（Phường Kim Liên）
- 欽天坊（Phường Khâm Thiên）
- 姜上坊（Phường Khương Thượng）
- 廊下坊（Phường Láng Hạ）
- 廊上坊（Phường Láng Thượng）
- 南同坊（Phường Nam Đồng）
- 坞𢄂椰坊（Phường Ô Chợ Dừa）
- 芳蓮-中寺坊（Phường Phương Liên - Trung Tự）
- 芳梅坊（Phường Phương Mai）
- 光中坊（Phường Quang Trung）
- 盛珖坊（Phường Thịnh Quang）
- 土關坊（Phường Thổ Quan）
- 忠烈坊（Phường Trung Liệt）
- 文章坊（Phường Văn Chương）
- 文廟-國子監坊（Phường Văn Miếu - Quốc Tử Giám）

## 交通
- 越南鐵路
  - 南北線、河老線、河海線、河同線、河太線：河內火車站
- 河內都市鐵路
  - 2A號線（已於2021年11月6日通車[7][8]）
    - 吉靈站 - 羅城站 - 泰河站 - 廊站

  - 3號線（呠站-紙橋站已於2024年8月8日通車，紙橋站-河內站於2027年開通予定。）
    - 吉靈站 -文廟站-河內站

## 友好城市
- 法國 舒瓦西勒鲁瓦